# Peterhead FC

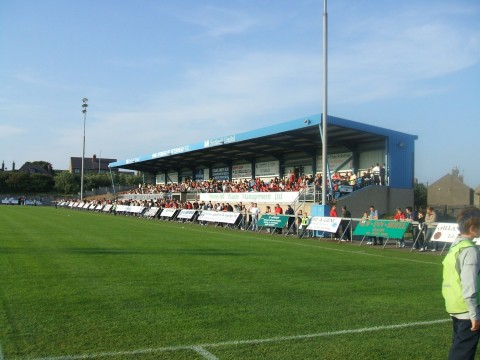
Balmoorstadion

Peterhead FC is een Schotse voetbalclub uit Peterhead in Aberdeenshire.
De club werd opgericht in 1891 en startte 9 jaar later met competitievoetbal in de Aberdeenshire League. Daar speelde de club tot 1931 toen overgeschakeld werd naar de Highland League. Daar werd de club succesvol na WOII met 3 titels in de korte naoorlogse periode. Dan zou het bijna 40 jaar duren vooraleer de club een nieuwe titel kon winnen, intussen werd wel nog vaak de Aberdeenshire Cup gewonnen.
In 2000 werd beslist om de Premier League uit te breiden naar 12 clubs en kwamen er dus 2 extra plaatsen vrij in de Third Division, de 4de en laagste klasse van de Football League. Peterhead FC diende zich aan en werd samen met Elgin City aanvaard. In het eerste seizoen werd de club 5de en haalde de kwartfinale van de Schotse beker. Na 2 vierde plaatsen werd de club in het volgende seizoen vicekampioen achter Gretna FC en promoveerde naar de Second Division. In de Second Division was een 2de opeenvolgende promotie binnen handbereik, Gretna slaagde daarin door opnieuw met de titel te gaan lopen maar Peterhead werd 3de en speelde de play-off. Tot op 30 seconden van het einde van de wedstrijd zou de club kunnen promoveren totdat Partick Thistle scoorde zodat er verlengingen en uiteindelijk strafschoppen kwamen.

## Erelijst
Scottish League Two: 2014, 2019, 2025

## Eindklasseringen
| 3 |

| 7 |

| 3 |

| 1 |

| 3 |

| 8 |

| 9 |

| 14 |

| 11 |

| 6 |

| 4 |

| 3 |

| 3 |

| 1 |

| 4 |

| 5 |

| 4 |

| 4 |

| 4 |

| 2 |

| 3 |

| 8 |

| 5 |

| 4 |

| 5 |

| 10 |

| 5 |

| 2 |

| 1 |

| 6 |

| 3 |

| 9 |

| 2 |

| 1 |

| 8 |

| 7 |

| 7 |

| 10 |

| 2 |

| 1 |

| Niveau 1 | Niveau 2 | Niveau 3 | Niveau 4 | Niveau 4/5 Highland League |

| Periode    | Niveau 1                | Niveau 2              | Niveau 3            | Niveau 4            |
| 1893-1975  | Division One            | Division Two          | Division Three      | --                  |
| 1975-1998  | Premier Division        | First Division        | Second Division     | Third Division      |
| 1998-2013  | Scottish Premier League | First Division        | Second Division     | Third Division      |
| 2013-heden | Scottish Premiership    | Scottish Championship | Scottish League One | Scottish League Two |

## Records
- Hoogste aantal toeschouwers: 8643 tegen Raith Rovers 1987
- Grootste overwinning: 17-0 tegen Fort William in 1998
- Grootste nederlaag: 0-13 tegen Aberdeen FC in 1924